# Contrapàs

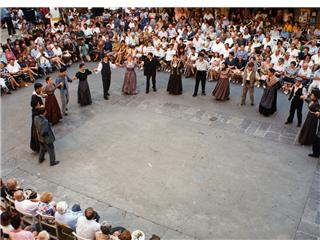
Contrapàs

Le contrapàs est une ancienne danse traditionnelle catalane interprétée par les anciennes cobles sardanístiques. On prétend qu'il est une survivance des danses grecques antiques.

## Présentation
La particularité du contrapàs est qu'il est uniquement dansé par des hommes, en cercle non fermé.
La partition du contrapàs alterne les mesures binaires et ternaires.
Petit à petit, les femmes entrèrent dans la danse, et le seul lieu où l'interdiction subsista était Prats-de-Mollo-la-Preste.
De nos jours le contrapàs est complètement tombé en désuétude et remplacé par la sardane. Toutefois quelques villages continuent de le danser. À Prats-de Mollo-la-Preste (Haut-Vallespir), le contrapàs est encore dansé dans la plus pure tradition, où cette danse est exécutée uniquement par des hommes, à l'occasion des fêtes du village et pour la fête de l'Ours. À l'inverse à Fillols, le contrapàs est dansé au cours de la Festa Major dans une version transgressive. En habits 1900, un contrapàs des hommes est suivi par un contrapàs des femmes qui se conclut par les femmes remontant leurs jupes pour montrer leurs culottes d'époque à ces messieurs.
Ne pas confondre ce contrapàs (dit llarg en catalan, long) avec le corpus d'autres danses qui peuvent prendre ce nom. Par exemple, à Serralongue (Pyrénées-Orientales) si dans les années 1880, lors des festivités de la Saint-Éloi d'été le 25 juin, on faisait danser le contrapàs aux mulets sur l'air de La Marseillaise c'était dans le sens premier de Contrapàs, c'est-à-dire contre-pas, les danseurs repartant dans le sens opposé de la dernière tirade chorégraphique.